# Tyuler (ort i Azerbajdzjan)
Tyuler är en ort i Azerbajdzjan.   Den ligger i distriktet Quba Rayonu, i den nordöstra delen av landet, 160 km nordväst om huvudstaden Baku. Tyuler ligger 847 meter över havet och antalet invånare är 508.
Terrängen runt Tyuler är kuperad åt nordost, men åt sydväst är den bergig. Närmaste större samhälle är Quba, 11,5 km nordost om Tyuler. 
Omgivningarna runt Tyuler är en mosaik av jordbruksmark och naturlig växtlighet. Runt Tyuler är det ganska glesbefolkat, med 48 invånare per kvadratkilometer.